# Krasnye Tkači
Krasnye Tkači è una cittadina della Russia europea centrale, situata nella oblast' di Jaroslavl'; appartiene amministrativamente al rajon Jaroslavskij.
Sorge nella parte centrale della oblast', sulla sponda destra del fiume Kotorosl', pochi chilometri a sud del capoluogo regionale Jaroslavl'.